# یرواند ناهاپتیان
یرواند ناهاپتیان (ارمنی: Երուանդ Նահապետյան; انگلیسی: Yervand Nahapetian؛ زاده ۱۹۱۳/۱۹۱۶ - درگذشته ۲۰۰۶)، نقاش ارمنی‌تبار اهل ایران بود. یرواند ناهاپتیان یکی از پایه‌گذاران آب‌رنگ ایران است.

## زندگی‌نامه
یرواند ناهاپتیان ۱۹۱۲ یا ۱۹۱۶ میلادی (۱۲۹۵ خورشیدی) (۱۲۹۶ خورشیدی) در محله جلفای نو،  اصفهان چشم به جهان گشود.
یرواند تحصیلات ابتدایی را در یکی از مدارس جلفای اصفهان به پایان رسانید. و تحصیلات متوسطه را در کالج اصفهان (دبیرستان ادب) آغاز کرد و تا سال چهارم ادامه داد و آنگاه ترک تحصیل کرد و در شرکت نفت استان خوزستان مشغول به کار شد و سپس برای انجام خدمت سربازی به اصفهان بازگشت و پس از پایان خدمت نظام به کار نقاشی پرداخت.

## زندگی حرفه‌ای
یرواند نقاشی را از هفت سالگی آغاز کرد. زمانی‌که سارگیس خاچاتریان را برای نقاشی به اصفهان دعوت کردند و در دوران جنگ جهانی، الکساندر نرسسیان هنرمند ارمنی ایتالیایی به ایران آمد؛ نهاپتیان از حضور این دو نقاش برجستهٔ ارمنی بهره برد و پس از آموزش نقاشی به‌طور تخصصی به نقاشی با آبرنگ پرداخت. او یکی از شخصیت‌های مؤثر در شکل‌گیری مکتب نقاشی آبرنگ معاصر اصفهان بود.
در آثار آغازین خود و باتوجه به تعلیمات و آموزش‌هایی که دیده بود، به شیوهٔ امپرسیونیسم قلم می‌زد، اما چون این شیوه برای اجتماع اطافش شناخته شده نبود از آثار اولیهٔ او استقبال چندانی نشد؛ بنابراین یرواند درادامه شیوهٔ رئالیسم را برگزید و پس از شکوفایی هنری‌اش به مدتت سه سال نزد حاج مصورالملکی می‌رفت و آموزش مینیاتور دید و از این رو رد پای نقاشی ایرانی و قلم‌گیری‌هایی به شیوهٔ مصورالملکی را نیز در آثار آبرنگ یرواند می‌توان دید.
طبیعت بی‌جان، مناظر اصفهان، کارگاه‌های سنتی، مسگری‌ها، عصارخانه‌ها، کوچ عشایر، کاروان‌های رفته در کویرها، مساجد، کلیساها و بازارهای شهر بخشی از سوژه‌های او هستند که بسیاری از آنها در موزه‌های ایران و جهان نگهداری می‌شوند. آثار ایشان تا به حال ۲ بار در حراج تهران فروخته شده‌است.
یرواند پیوندی با طبیعت داشت و در آثارش حقیقت زندگی اطرافش را بیان می‌کند. او بیش از دیگر هم‌نسلانش دلبسته شیوه طراحی و رنگ‌گذاری با شکوه نقاشی‌های کلاسیک ایرانی شد، هرچند علاوه بر مینیاتور، درکشیدن مناظر و به خصوص دورنماهایی از فضاهای شهری، معماری و زندگی مردم نیز مهارت چشمگیری یافت.

## درگذشت
یرواند ناهاپتیان در نخستین روزهای بهار سال ۲۰۰۶ (۱۳۸۵) در اصفهان درگذشت.

## آثار
مشخصه اصلی کارهای یرواند ناهاپتیان را باید در رنگ‌های روشن و درخشانی که برمی‌گزید و نیز سوژه‌هایش جستجو کرد.

## یادداشت
1. ↑  دانشنامه ایرانیان ارمنی، «چهره‌های معرفی شده در نمایشگاه هنرمندان ارمنی ایران»
2. ↑  Iran - Armenia: Golden Bridges: 20th Century Iranian-Armenian Painters
3. ↑   هنرمندان ارمنی ایران

## نگارخانه

نگارخانه
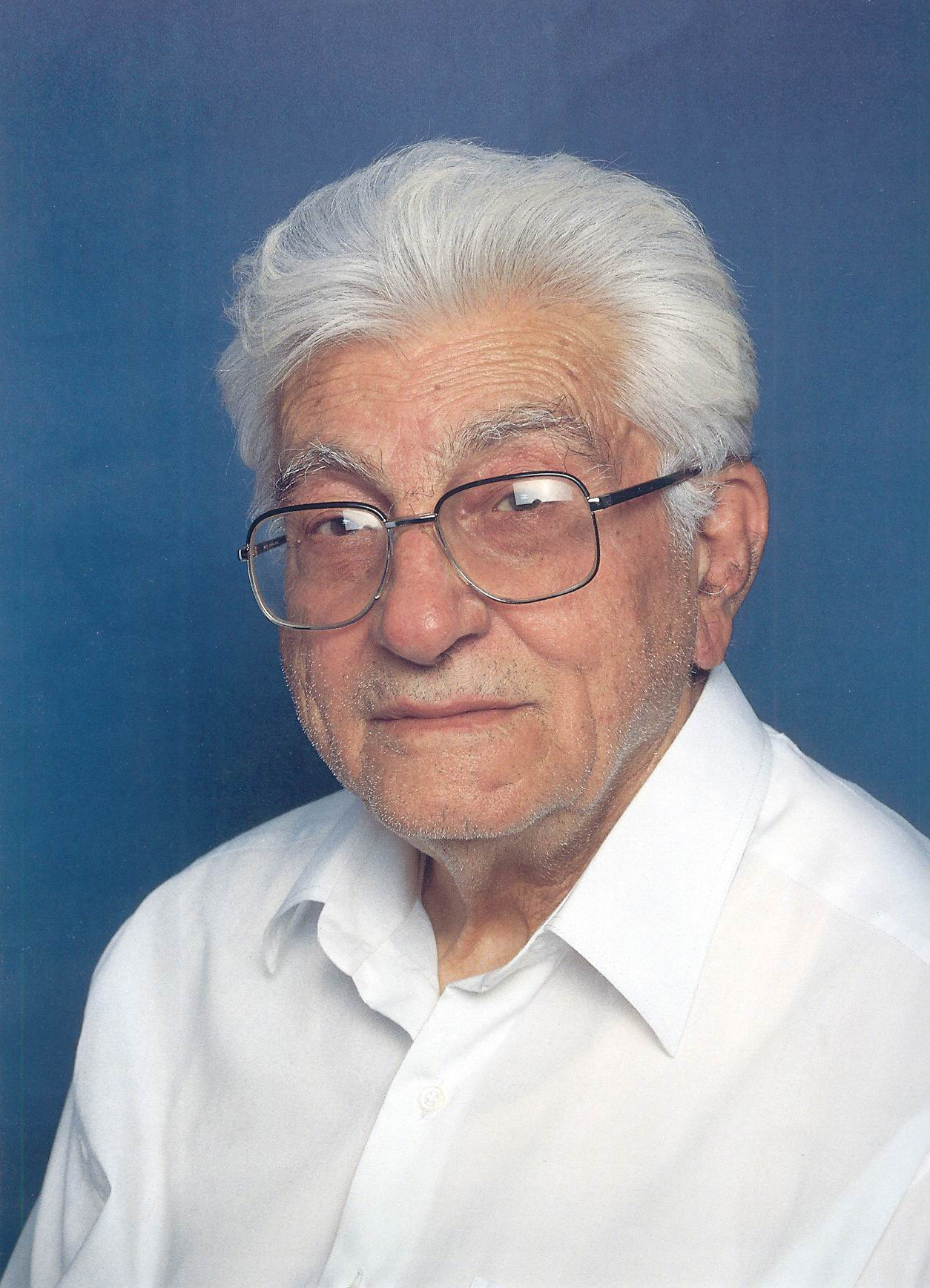
عکس نقاش